# Sikuris de Italaque
Sikuris de Italaque es un género musical y danza autóctona boliviana de la provincia de Camacho en el departamento de La Paz.

## Origen
Los Sikuris de Italaque surgieron de los ayllus que formaban parte del antiguo territorio de Italaque y a lo largo de la historia se fueron consolidando como un género musical propio.
La diversidad de estilos del género musical de los Sikuris de Italaque se determinan por:
- La forma de práctica en la interpretación del Sikuri.
- Su pertenencia a determinado territorio que se autoidentifica con la antigua región de Italaque.

## Clasificación
En todo el territorio milenario de Italaque cada ayllu desarrolló una característica distintiva de las demás como en el estilo de ejecución y vestimenta, siempre manteniendo elementos en común.
Se puede mencionar los siguientes estilos: 
- Taypi Ayca
- Pueblo Central Italaque
- Ayllu Taypi
- Cariquina Grande
- Pacaures
- Uyu Uyu
- Tajani